# Aludra

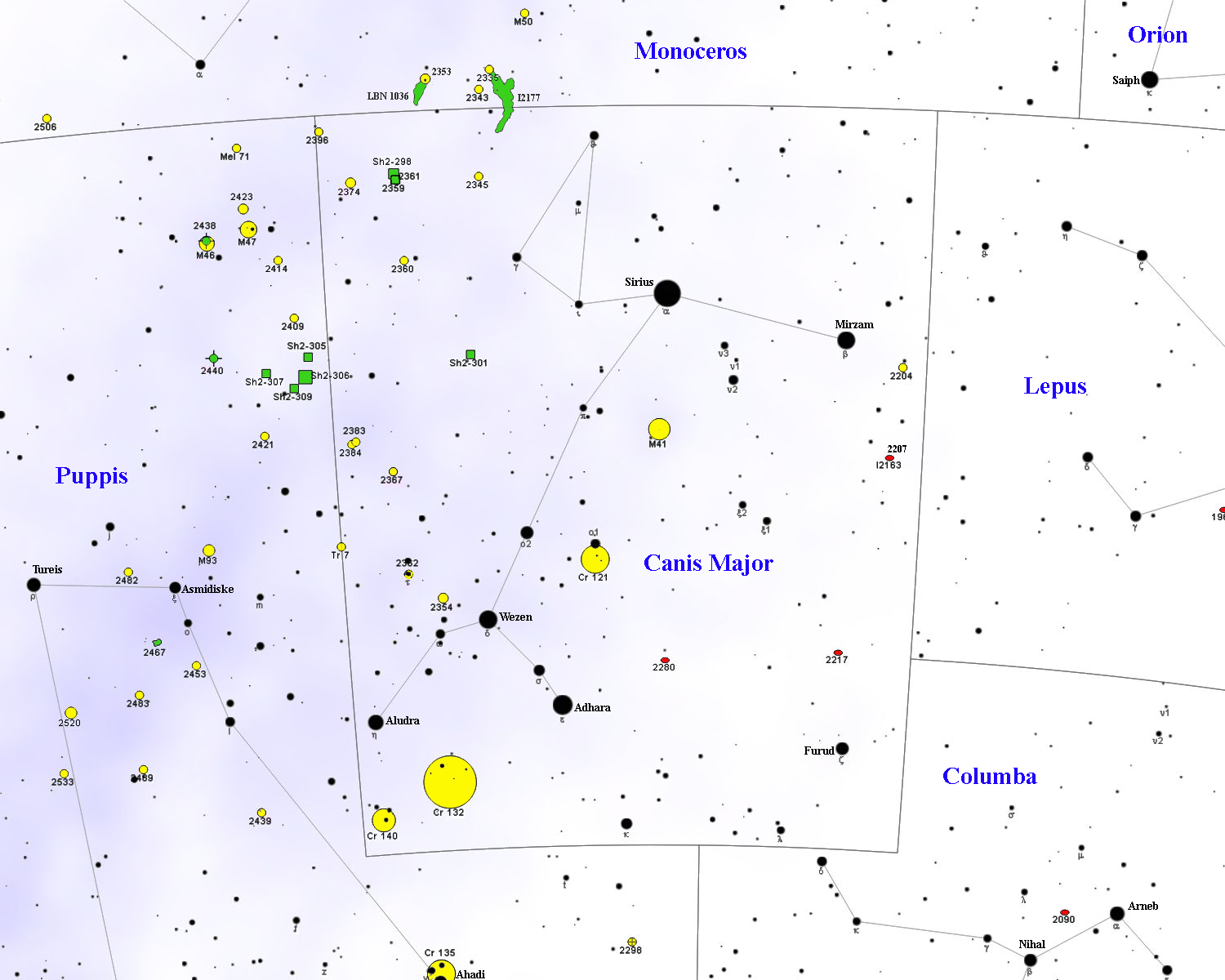
Aludra a la seva constel·lació

Aludra (η Canis Majoris / η CMa / 31 Canis Majoris) és la cinquena estrella més brillant de la constel·lació Ca Major. Amb magnitud aparent de +2,45, és superada en brillantor per Sírius (α Canis Majoris), Adhara (ε Canis Majoris), Wezen (δ Canis Majoris) i Murzim (β Canis Majoris). El seu nom, de l'àrab عذرا al-'aðrā, "la verge", es refereix a un grup de quatre estrelles a la constel·lació conegut pels antics àrabs com Al'Adhara, "les verges". Es troba molt allunyada del sistema solar, a una incerta distància que pot estar entre 1760 i 3.200  anys llum.
Aludra és una estrella supergegant blava de tipus espectral B5 Ia. La seva lluminositat, considerant una important quantitat d'energia emesa com radiació ultraviolada, és 66.000 vegades més gran que la lluminositat solar. La seva temperatura superficial és de 13.500  K i la seva massa és unes 15 vegades més gran que la massa solar. Les estrelles tan massives tenen una curta vida, sent l'edat de Aludra d'uns 12 milions d'anys, molt inferior als 4600 milions d'anys del Sol, sobretot si es té en compte que Aludra es troba a les etapes finals de la seva vida. Un fort vent estel·lar que bufa des de la seva superfície a raó de 500 km / s, fa que hagi perdut ja l'equivalent a un terç de la massa solar. Possiblement acabarà la seva vida explotant com una brillant supernova.
Aludra està catalogada com una estrella variable Alfa Cygni, oscil·la la seva brillantor entre magnitud de +2,38 i +2,48.